# Georg Ferdinand Howaldt

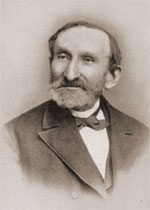
Georg Howaldt
(1802–1883)

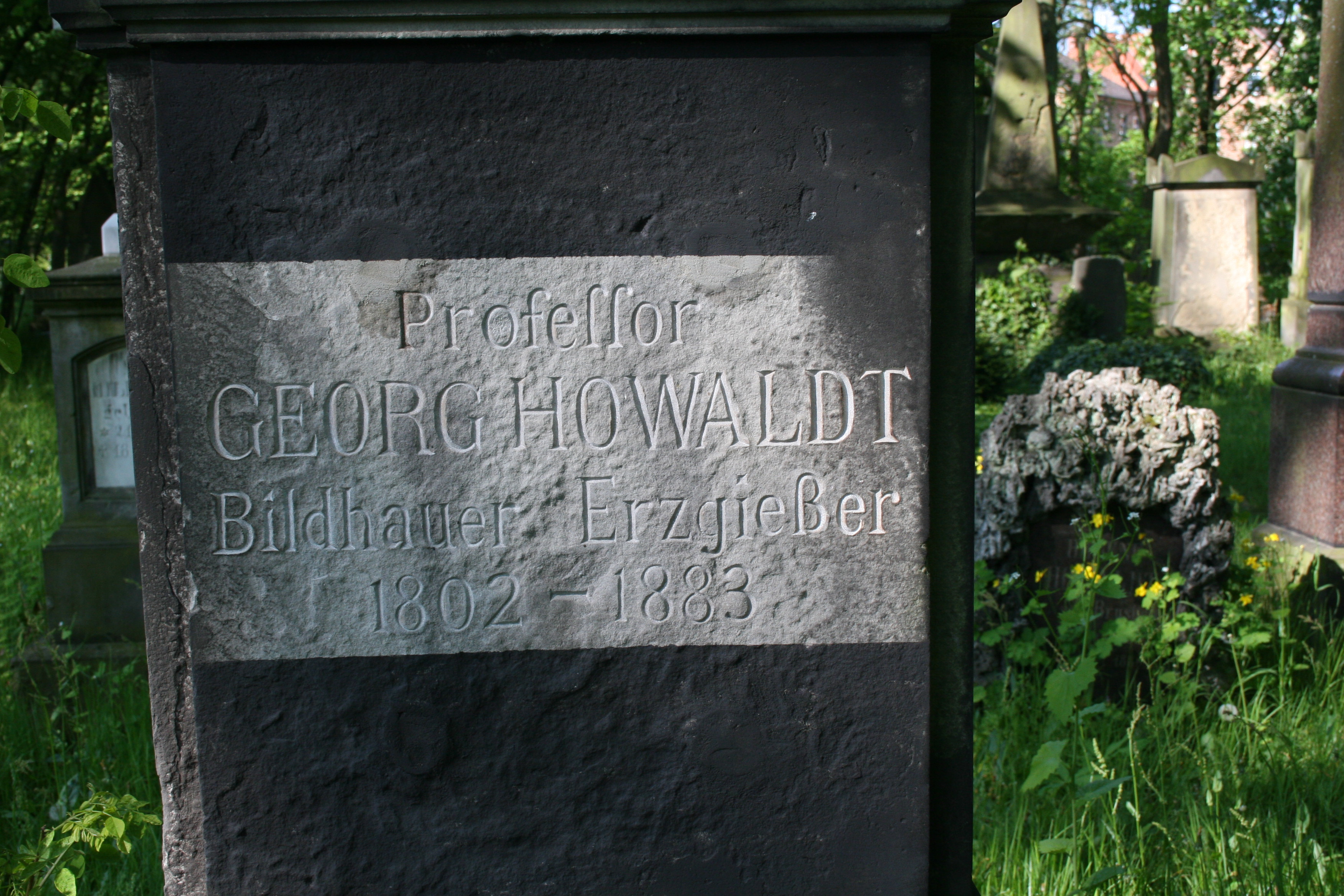
Grabinschrift auf dem Magnifriedhof in Braunschweig

Die erste Braunschweiger Quadriga mit Brunonia um 1862/63 vor dem Südeingang der Gießerei späteren Okerburg. Georg Ferdinand Howaldt in der Mitte davor.

Georg Ferdinand Howaldt (* 8. April 1802 in Braunschweig; † 19. Januar 1883 ebenda) war ein deutscher Goldschmied, Bildhauer und Erzgießer.

## Leben
Georg Howaldt wurde in Braunschweig als Sohn des aus Breslau stammenden Braunschweiger Goldschmieds David Ferdinand Howaldt geboren. Nach dem Besuch der Waisenhaus-Schule erlernte er zunächst bei seinem Vater von 1816 bis 1821 das Goldschmiedehandwerk und bildete sich sodann sechs Jahre auf der Wanderschaft (u. a. beim Silberschmied Häberlein in Nürnberg) fort. Schon in Braunschweig hatte er sich neben der Lehre im Modellieren geübt und nicht zuletzt aufgrund der in Nürnberg gewonnenen Freundschaft mit Jacob Daniel Burgschmiet wandte er seine Arbeit der Bildhauerei und dem Kunstguss zu. 1828 wurde er in der Nachfolge Burgschmiets Lehrer des Modellierens an der Polytechnischen Schule in Nürnberg, 1836 Lehrer des Modellierens und 1863 Professor am Collegium Carolinum, der heutigen Technischen Universität. Zu seinen Schülern zählte auch Adolf Breymann. 1874 wurde Georg Howaldt das Ritterkreuz des Ordens Heinrich des Löwen verliehen.
Georg Howaldt heiratete am 20. März 1832 in Nürnberg Barbara Hechinger und hatte mit ihr fünf Kinder, darunter als drittes Kind der vorverstorbene Bildhauer August. Er verstarb am 19. Januar 1883 in Braunschweig. Sein Grab auf dem Magnifriedhof in unmittelbarer Nähe des Lessinggrabes ist erhalten. Christian Daniel Rauch hielt ihn für den besten Erzgießer seiner Zeit, dies nicht zuletzt wegen seines Wissens und seiner Fertigkeiten in der Erstellung von großen Denkmälern in Treibarbeit, einer kunsthandwerklichen Methode, die in der Neuzeit erstmals von Benvenuto Cellini wieder beschrieben wurde.

### Wirken
Aus seiner heute zwischen Howaldtstraße und Hochstraße in Resten noch vorhandenen Bildgießerei und Werkstatt, die zunächst von seinem Sohn Hermann Howaldt († 2. Dezember 1891) und dann bis zur Einstellung des Betriebes 1906 vom langjährigen Mitarbeiter Paul Rinckleben und ab 1903 auch wieder von seinem Enkel Ferdinand Howaldt (* 9. Oktober 1874) als Mitgesellschafter Rincklebens in der Künstlerfamilie bis zum Ende 1906 fortgesetzt wurde, gingen für das Braunschweiger Stadtbild prägend gebliebene monumentale Werke hervor: Das Lessing-Denkmal (1853) und die Braunschweiger Quadriga mit Brunonia auf dem Braunschweiger Schloss, beide nach Entwürfen von Ernst Rietschel. Bei der Herstellung der Quadriga stellte er seine herausragende Fertigkeit und Technik als Kupfertreiber gleich zweimal unter Beweis, als er sie nach dem Brand des Braunschweiger Schlosses erneut herstellen musste. Die Aufträge Rietschels verschafften ihm Durchbruch und Anerkennung, so dass der Bau des eigenen Gießereigebäudes möglich wurde. Das Gießereigebäude wurde 1912 an die Schlaraffia verkauft und dient dieser heute noch als Vereinshaus, in Braunschweig die Okerburg genannt.
In Anbetracht des Wiederaufbaus des Braunschweiger Stadtschlosses erinnert sich die Stadt zunehmend ihres bedeutsamen Erzgießers. Im Braunschweiger Museum wurde unlängst ein Finger der Brunonia wiederentdeckt, in dem sich noch eine handschriftliche Notiz Georg Howaldts befand, woraus hervorging, um welchen Finger es sich handelt. Sein Wirken geht jedoch weit über Braunschweig hinaus: eines der ersten Denkmale, das am 14. September 1869 im Central Park von New York aufgestellt wurde, ehrt Alexander von Humboldt. Gefertigt wurde es von Georg Howaldt & Sohn in Braunschweig nach einem Entwurf von Gustav Bläser.

### Werke (Auswahl)

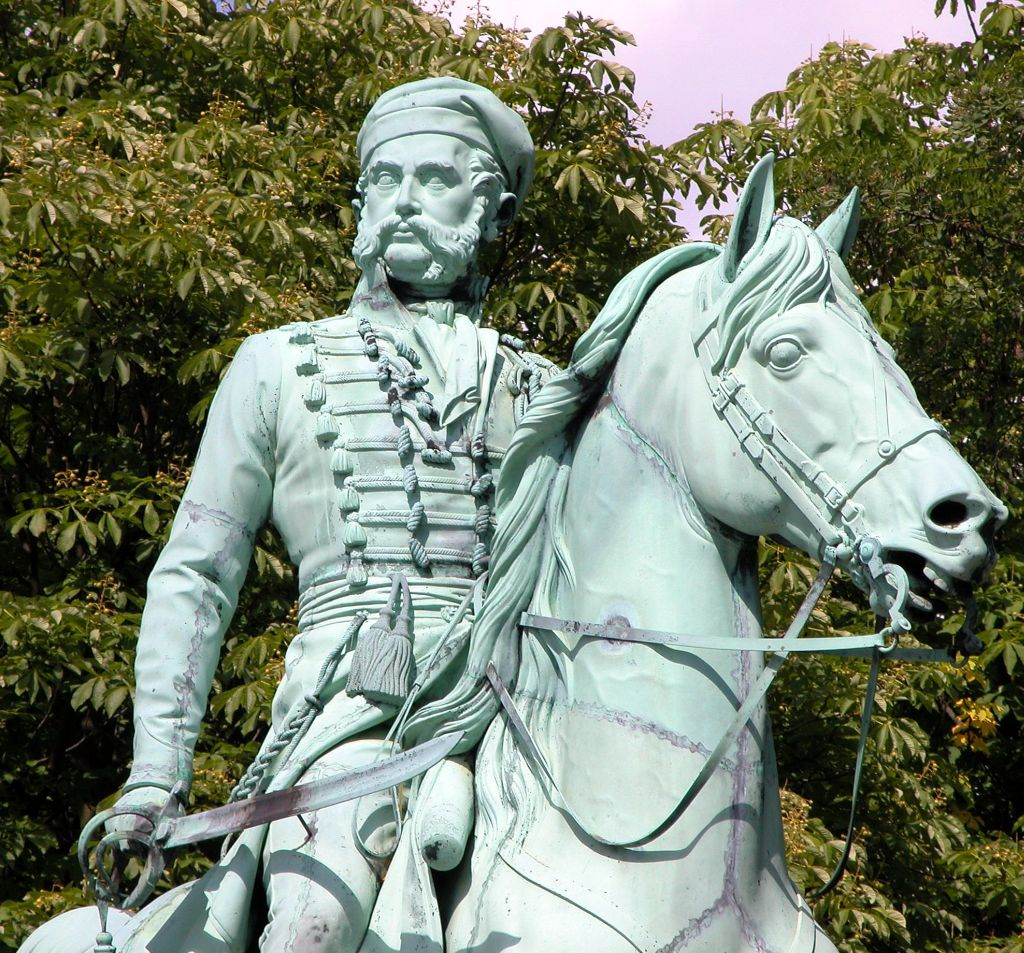
Der Schwarze Herzog in Braunschweig
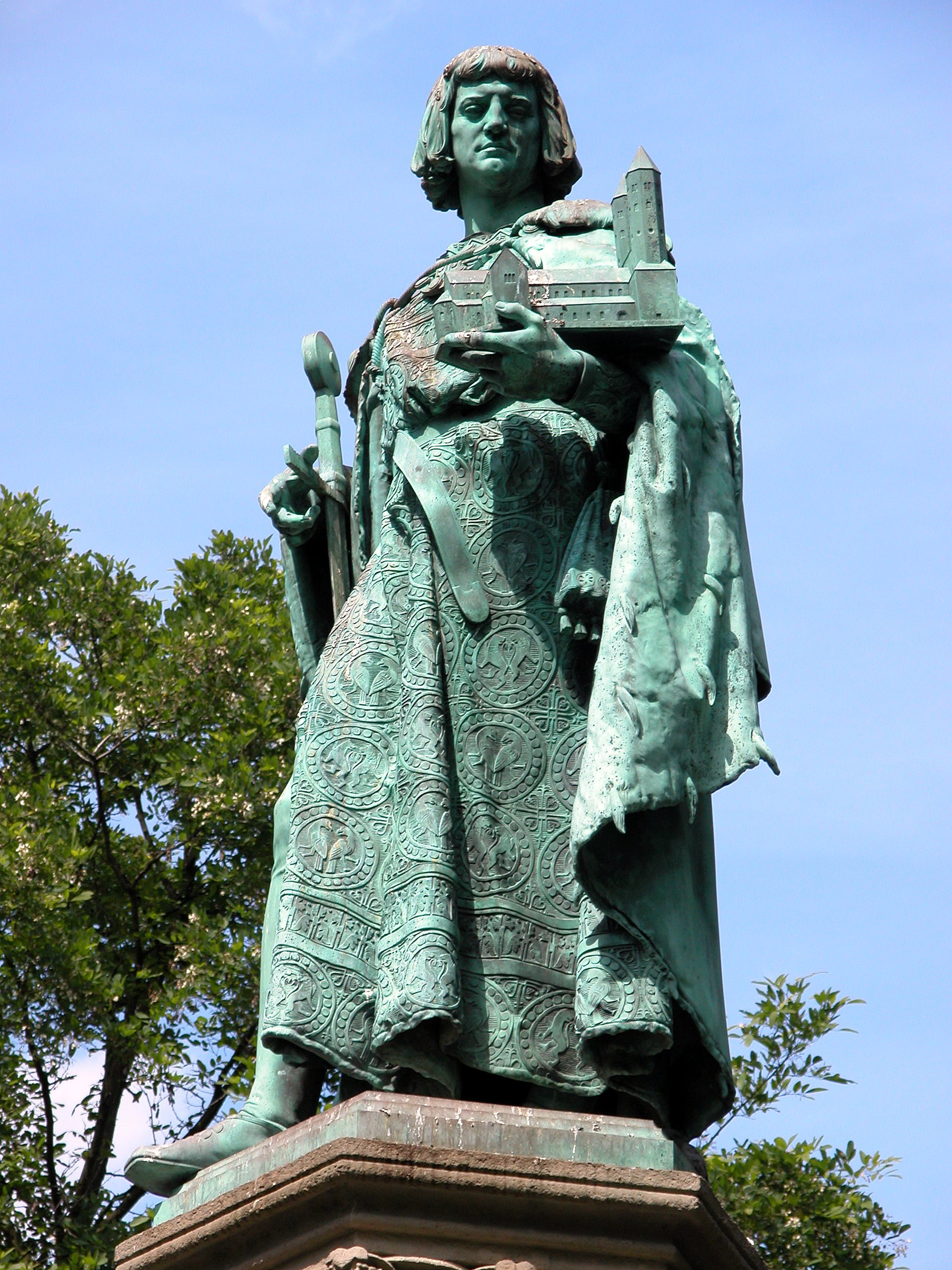
Heinrichsbrunnen in Braunschweig
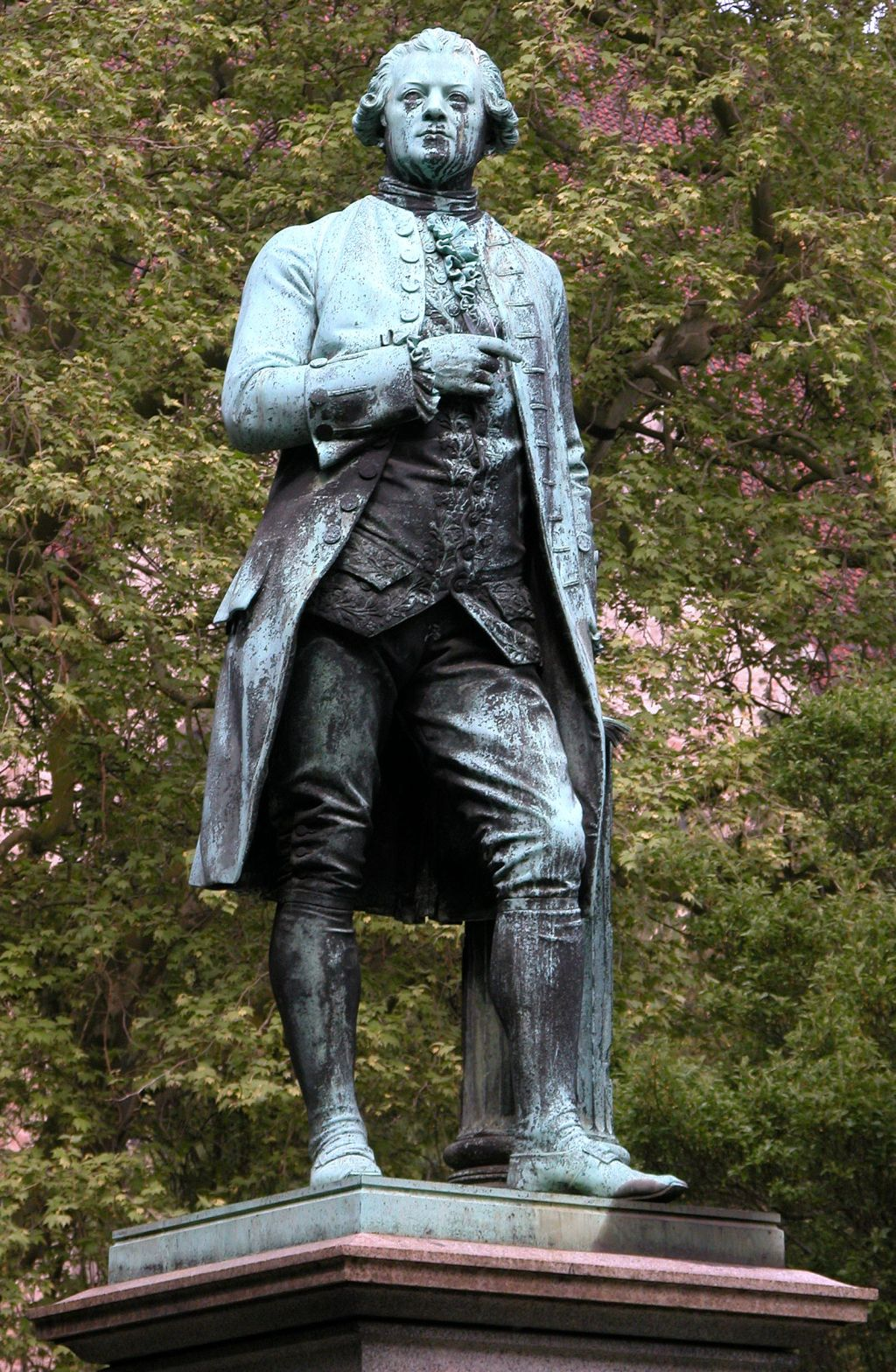
Lessing-Denkmal in Braunschweig
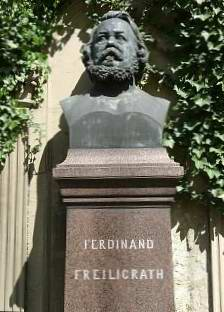
Freiligrath-Denkmal und Grab in Bad Cannstatt

- Lessing-Denkmal nach Entwurf Ernst Rietschel (1852), Bronzeguss für Braunschweig
- Denkmal des Grafen Blücher nach Entwurf Franz Bernhard Schiller, Bleiguss für Altona
- Denkmal des Bürgermeisters August Wilhelm Francke nach Entwurf Gustav Blaeser (1853), Erzguss für Magdeburg
- Denkmal des Nationalökonomen Friedrich List nach Entwurf Gustav Adolph Kietz (1854), Bronzeguss für Reutlingen
- Braunschweiger Quadriga mit Brunonia nach Entwurf Ernst Rietschel, Treibarbeit für Braunschweig
- Denkmal Ernst Moritz Arndt nach Entwurf Bernhard Afinger (1864), Bronzeguss für Bonn
- Denkmal Alexander von Humboldt nach Entwurf Gustav Blaeser, 1869 für den Central Park von New York
- Brunnenstandbild Heinrich des Löwen (1869 und 1874) nach Entwurf Adolf Breymann für den Heinrichsbrunnen, Bronzeguss für Braunschweig, gezeigt auf der Weltausstellung Wien 1873 (ausgezeichnet mit der Silbermedaille)
- Reiterstandbild Karl Wilhelm Ferdinand (Braunschweig-Wolfenbüttel), Entwurf Franz Pönninger, Wien, Enthüllung 10. November 1874
- Reiterstandbild des Schwarzen Herzogs Friedrich Wilhelm von Braunschweig (Enthüllung 10. November 1874), Entwurf Ernst Hähnel, Dresden
- Relief für das Hermannsdenkmal nach Entwurf Ernst von Bandels, 1874
- Büste Kaiser Wilhelm I. nach Entwurf Heinrich Pohlmann, heute im Garten der Villa Staudt in Heringsdorf
- Zwei Engel mit Schwert nach Entwurf Adolf Breymann für die Gruft des englischen Prinzgemahls Albert in Frogmore House bei Windsor
- Standbild von Pfarrer Franz Georg Ferdinand Schläger nach einem Modell von Oskar Rassau, aufgestellt in Hameln 1875[1]
- Kolossalbüste für das Grabdenkmal des Schriftstellers Ferdinand Freiligrath auf dem Uff-Kirchhof in Cannstatt, Entwurf Adolf von Donndorf, 1878
- Kaiser-Wilhelm-Denkmal am Deutschen Eck, Koblenz, nach Entwurf Emil Richard Franz Hundrieser, 1893